# SB 109
Die Dampflokomotivreihe 109 war eine Schnellzug-Schlepptenderlokomotivreihe der österreichischen Südbahngesellschaft.

## Geschichte

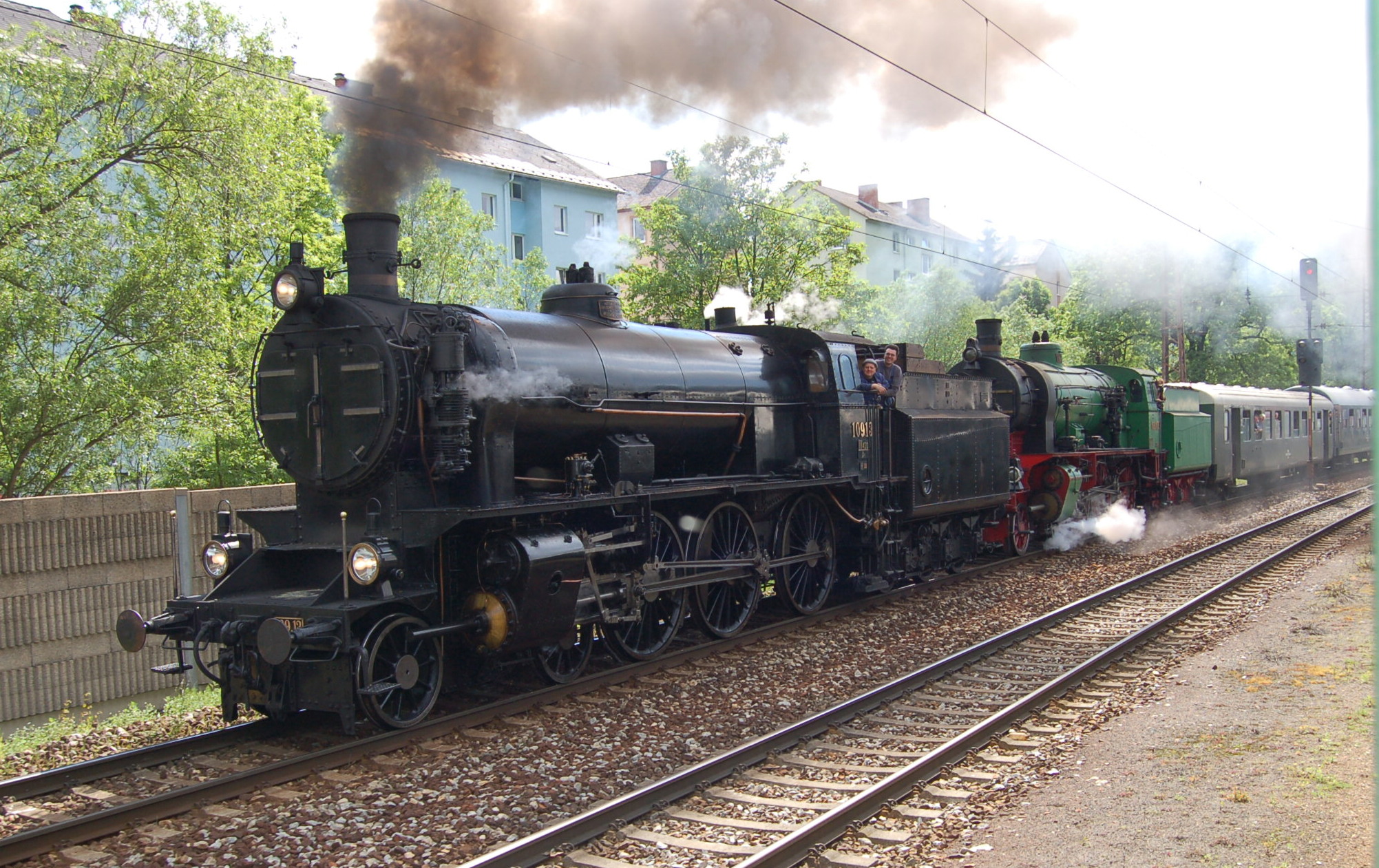
Museumslokomotiven 109.13 und 109.109 in Mürzzuschlag (2006)

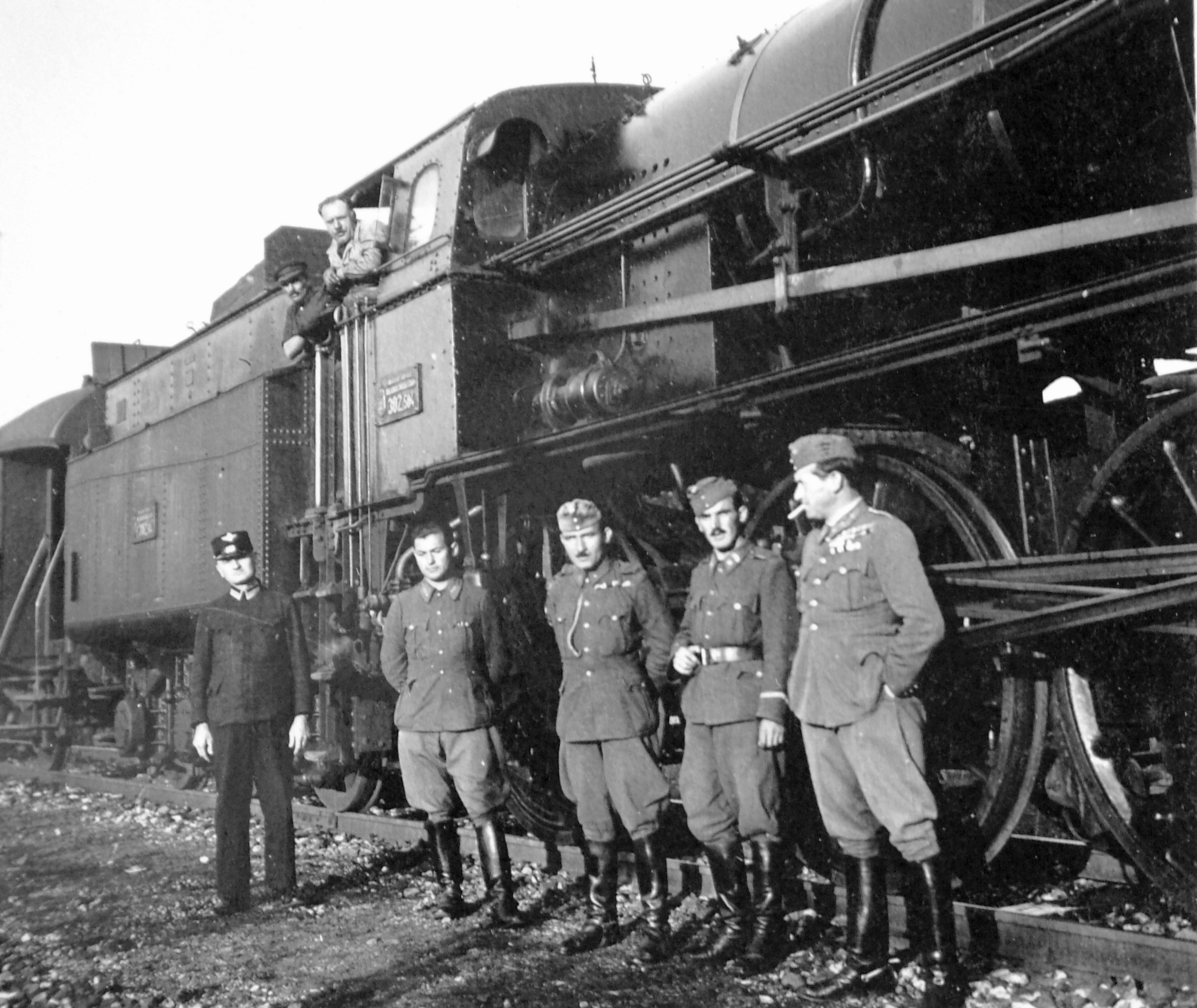
302.004 der MÁV im Jahr 1942

Als Ersatz für die in die Jahre gekommenen 2C-Schnellzuglokomotiven der Reihe 32f beschaffte die Südbahn 1910 wesentlich stärkere Maschinen derselben Achsformel. Ernst Prossy und Hans Steffan von der Lokomotivfabrik der StEG arbeiteten den Entwurf aus, der vom Maschinendirektor der Südbahn, Eustach Prossy (Vater von Ernst), stammte.
Die als Reihe 109 bezeichneten Lokomotiven stellten den Abschluss und Höhepunkt in der Entwicklung der 2C-Maschinen in Österreich dar. Mit ihnen konnte die Reisezeit zwischen Wien und Triest von 13,5 auf 10,5 Stunden herabgesetzt werden. Der glatte Kessel erinnert stark an Karl Gölsdorfs Konstruktionen, nur die Einströmrohre hätte Gölsdorf vermutlich nach innen verlegt.
Außer der Lokomotivfabrik der StEG lieferten auch noch die Lokomotivfabrik Floridsdorf und die Wiener Neustädter Lokomotivfabrik bis 1914 insgesamt 44 Stück an die Südbahn. Sie waren in den Heizhäusern Wien, Innsbruck, Marburg und Triest stationiert. 1913 beschaffte die Südbahn von der Budapester Maschinenfabrik zusätzlich sieben Stück als Reihe 109.1 bezeichnete Maschinen für ihre ungarische Strecken (109.101–107), denen 1917 zwei ähnliche Lokomotiven von der Lokomotivfabrik Floridsdorf (109.108–109) folgten.

### Aufteilung nach dem Ersten Weltkrieg
Nach dem Ersten Weltkrieg verblieben nur 17 Lokomotiven in Österreich, die nach der Verstaatlichung der Südbahn 1923 als BBÖ-Reihe 209 bezeichnet wurden, da die Reihe 109 bereits von ehemaligen StEG-Maschinen besetzt war. Je 13 Maschinen kamen zu den Eisenbahnen des Königreichs der Serben, Kroaten und Slowenen und später als Reihe 03 zur JDŽ und als Reihe 653 zu den FS. Die grün lackierten ungarischen Südbahn-Maschinen kamen gemeinsam mit der 109.26 zur SB-Nachfolgegesellschaft DSA und nach deren Auflösung 1932 als 302,601–610 zu den MÁV.
1927 bis 1930 wurden weitere vier Maschinen mit höherem Achsdruck beschafft (DSA 109.110–113 bzw. MÁV 302.501–504).

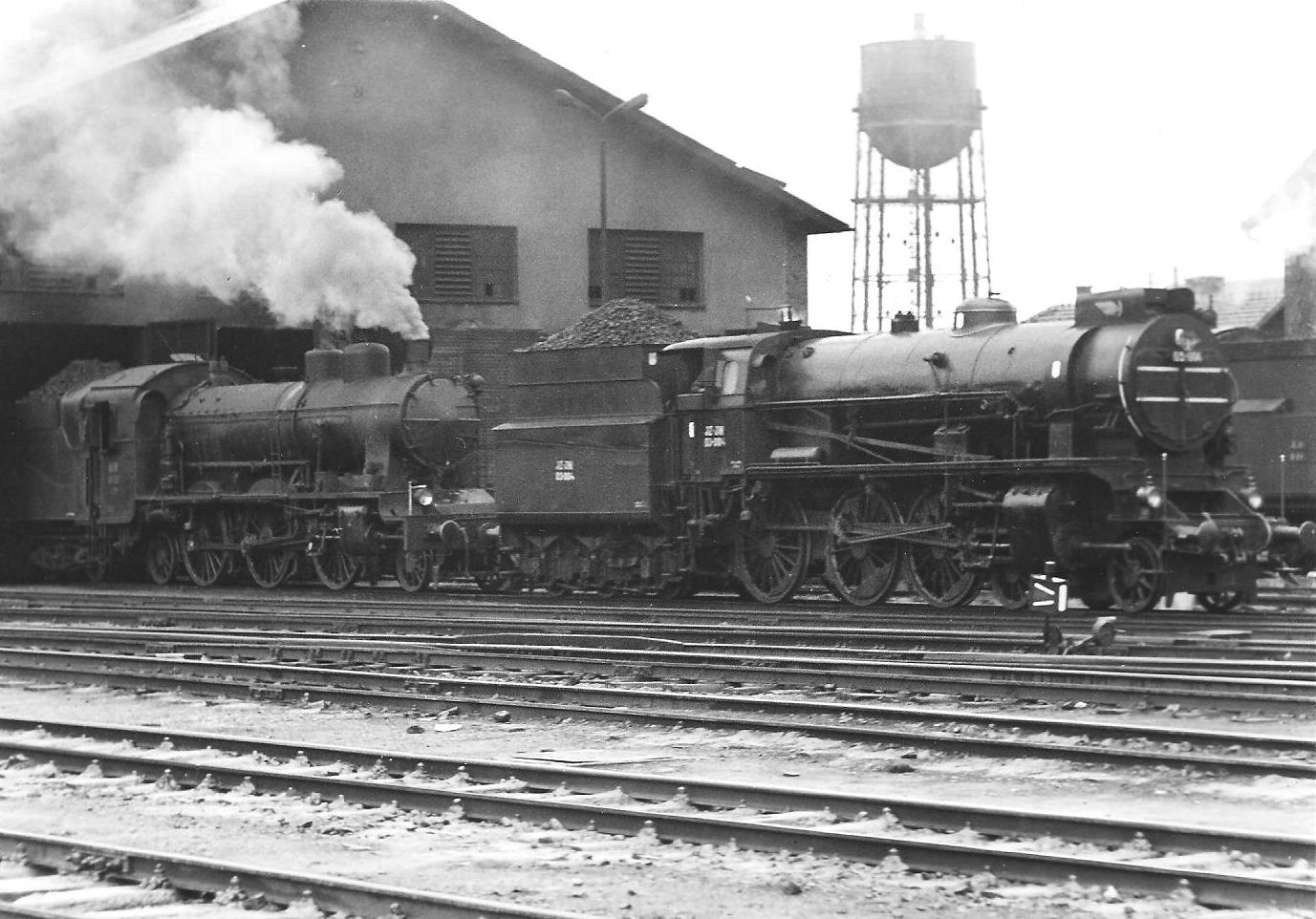
03.004 der JDŽ vor dem Lokschuppen in Zagreb (1965)

### Nach dem Zweiten Weltkrieg
1938 übernahm die Deutsche Reichsbahn alle 17 österreichischen Loks als Reihe 38.41, zu denen später die 13 jugoslawischen Maschinen kamen.
Elf Exemplare verblieben nach 1945 noch als Reihe 38 bei den ÖBB. Von ihnen erhielten acht Stück einen Giesl-Ejektor mit Siederohrdrosselung, wodurch die Leistung um 30 % gesteigert werden konnte.
1967 wurden die letzten Loks der ÖBB kassiert, 1968 schieden die JŽ ihre Reihe 03 aus. In Ungarn wurde die Reihe 302 zwischen 1962 und 1968 abgestellt und alle Maschinen bis auf die 302.610 verschrottet.

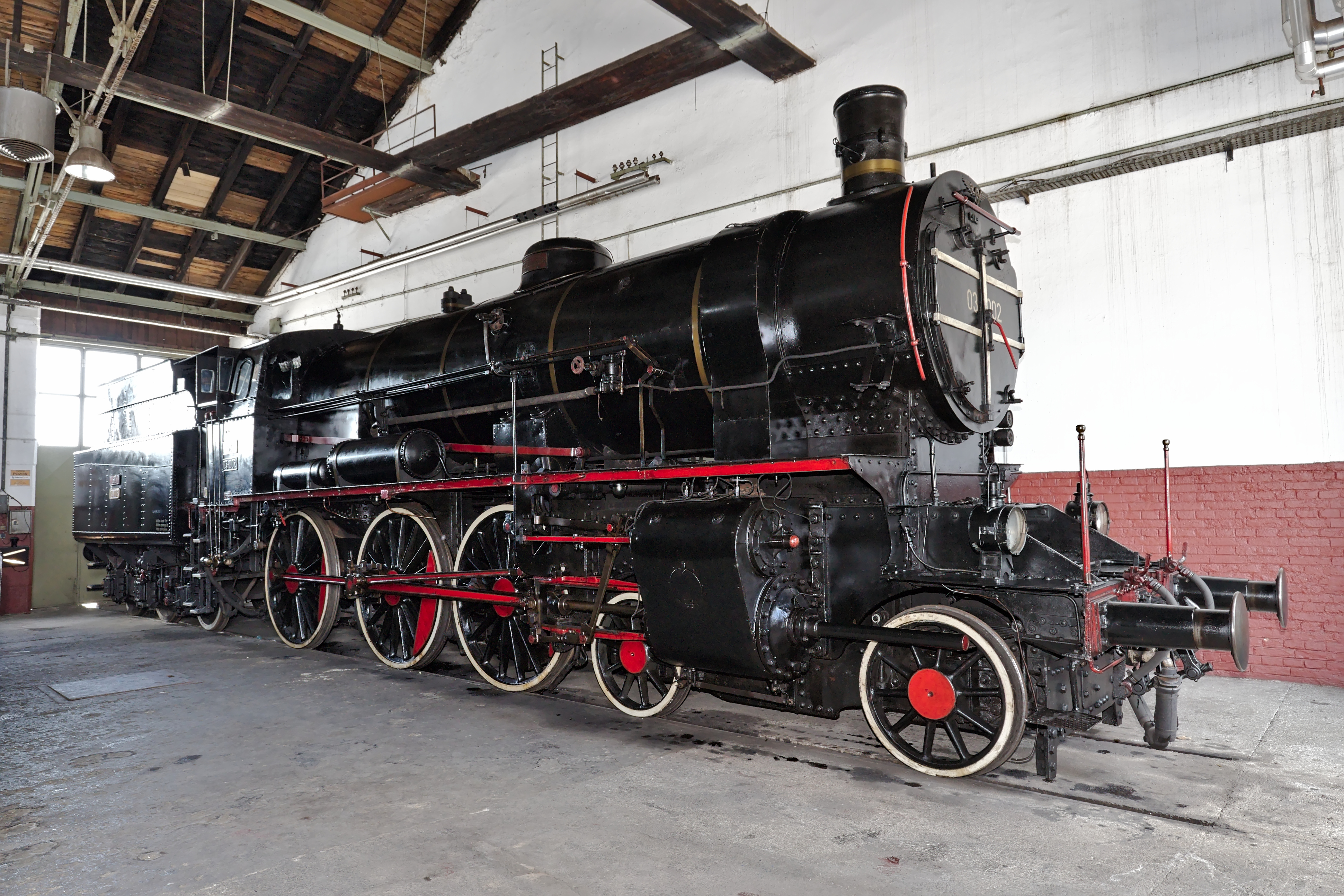
03-002 der JDŽ im Eisenbahnmuseum Ljubljana

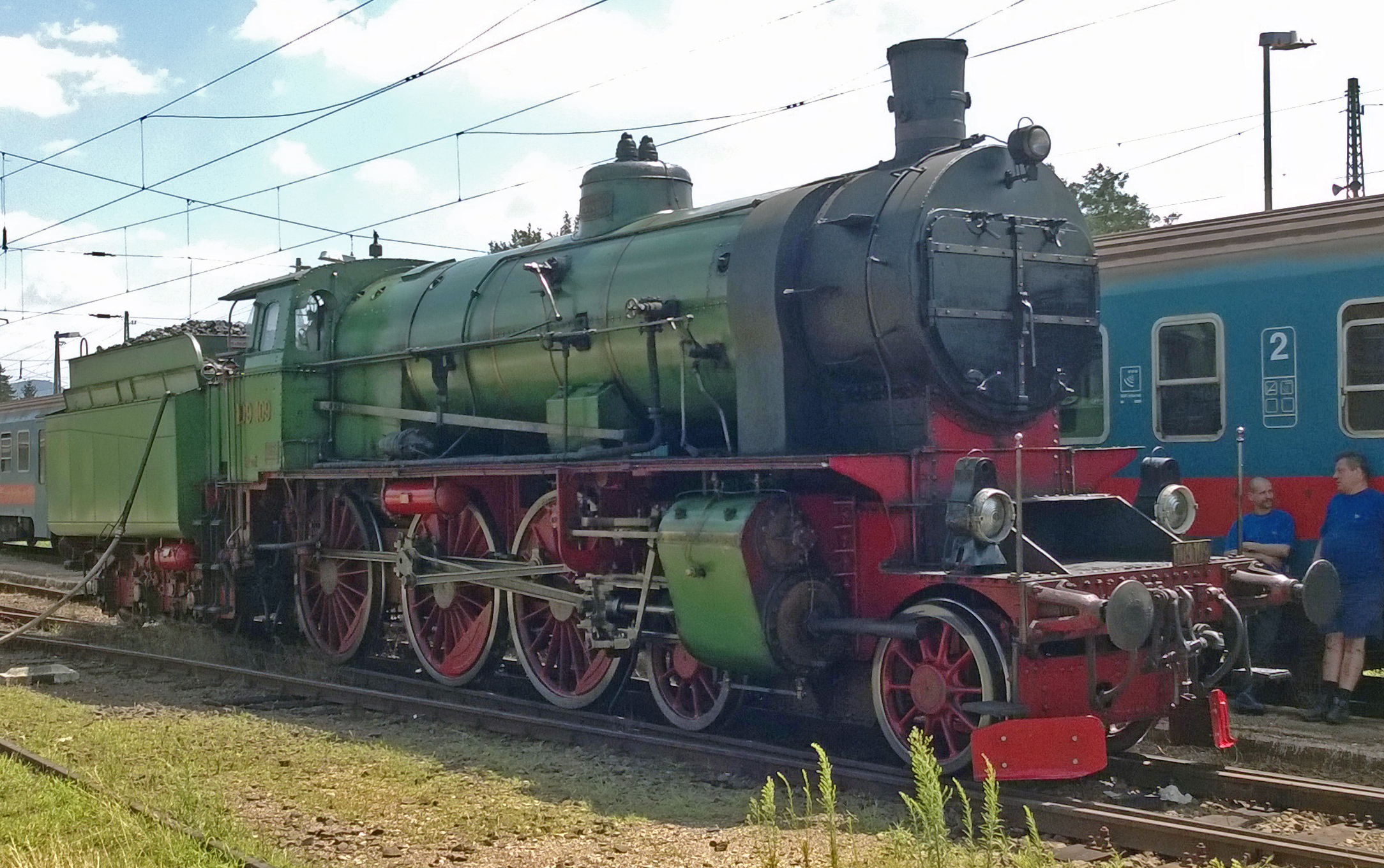
MAV-Museumslok 109.109

### Verbleib
Die ÖBB 38.4101 wurde dem Österreichischen Eisenbahnmuseum übergeben und wurde in den folgenden Jahrzehnten in verschiedenen Heizhäusern untergebracht, bis sie ihren endgültigen Patz im Eisenbahnmuseum Straßhof fand. Sie wurde bis 1992 reaktiviert und wird mit ihrer Südbahn-Bezeichnung 109.13 für Nostalgiefahrten eingesetzt.
Die 03-002 der JŽ ist erhalten geblieben und gehört zum Bestand des Eisenbahnmuseums Ljubljana.
Die 302.610 der MÁV wurde zuerst in Gárdony an der ehemaligen Südbahnstrecke ausgestellt, aber 1986 wieder betriebsfähig aufgearbeitet. Zu diesem Anlass hat sie die Originalnummer 109.109 und die grün-rote Originalfarbe zurückbekommen.
| Nummer  | Baujahr | Erhaltungszustand | Eigentümer/Standort                                 |
| ------- | ------- | ----------------- | --------------------------------------------------- |
| 109.13  | 1912    | betriebsfähig     | Technisches Museum Wien / Eisenbahnmuseum Strasshof |
| 109.38  | 1914    | Schaustück        | Slowenisches Eisenbahnmuseum Ljubljana              |
| 109.109 | 1917    | betriebsfähig     | Lokopark Budapest                                   |

Die jeweils betriebsfähigen Exemplare dieser Reihe sind seit ihrer Restaurierung bei Sonderveranstaltungen mehrmals zusammengetroffen, zuletzt die 109.13 und 109.109 im Sommer 2006 anlässlich einer Sternfahrt nach Mürzzuschlag und im Oktober 2007 anlässlich der Feierlichkeiten zum 150-jährigen Bestehen der Südbahn.